# Monterenzio
Monterenzio é uma comuna italiana da região da Emília-Romanha, província de Bolonha, com cerca de 5.177 habitantes. Estende-se por uma área de 105 km², tendo uma densidade populacional de 49 hab/km². Faz fronteira com Casalfiumanese, Castel del Rio, Castel San Pietro Terme, Firenzuola (FI), Loiano, Monghidoro, Ozzano dell'Emilia, Pianoro.

## Demografia
| Variação demográfica do município entre 1861 e 2011                               |
|                                                                                   |
| Fonte: Istituto Nazionale di Statistica (ISTAT) - Elaboração gráfica da Wikipedia |